# José Bonilla Jiménez
José Bonilla Jiménez (Sevilla, 15 de març de 1946) fou un futbolista espanyol de la dècada de 1970.

## Trajectòria
Es formà al club Cerro del Águila, passant amb 13 al futbol base del Sevilla FC. Ascendí a l'equip filial, i amb 21 anys debutà amb el primer equip sevillà, esdevenint el porter titular. Les següents quatre temporades fou porter suplent, i el 1972 marxà al Cadis CF a segona divisió, essent titular indiscutible. La quarta temporada perd protagonisme, i a meitat de la temporada 1976-77 fitxà pel RCD Espanyol, per la lesió del porter Borja. No obstant, no jugà cap minut essent suplent de Roberto Fernández i Francisco Javier Echevarría. Acabada la temporada decidí deixar el futbol, amb només 31 anys.